# 동튀르키스탄의 문장

동튀르키스탄의 문장

동튀르키스탄의 문장(위구르어: شەرقىي تۈركىستان گىرىپى Šärqiy Türkistan giripi)은 동튀르키스탄 망명 정부에 의해 1933년 11월 12일 제정되었다. 오늘날에는 신장 독립운동에 사용되고 있다.

## 상세
1933년 11월 12일 최초의 동튀르키스탄 공화국이 수립되면서 공개되었다.
초승달 좌우 양쪽에 9개의 구슬과 초승달 중앙에 비스밀라 서예가 새겨져 있다. 초승달의 입 위에 있는 세 개의 별은 구슬을 함께 묶는 끈이 있고 바닥에 매듭이 있어 여섯 가지로 흐르고 있다. 18개의 점은 동튀르키스탄에 살고 있는 18개의 튀르크족을 나타내고, 세 개의 별은 이전에 동튀르키스탄에 설립된 돌궐, 위구르 제국, 카라한 왕조 국가를 상징한다.

## 같이 보기
- 동튀르키스탄 제1공화국